# Обезьяний фестиваль
Обезьяний фестиваль в Таиланде (Обезьяний фуршет) — фестиваль и мероприятия, проводящиеся каждый год в Лопбури (провинция Лопбури) в Таиланде с 2007 года. Люди организуют угощение диких длиннохвостых макак, тем самым способствуя развитию туризма в Таиланде.

## Обзор
Лопбури находится примерно в 150 км к северу от Бангкока. История города насчитывает множество разных царств, и в Лопбури находится много руин храмов. Но главная достопримечательность, привлекающая туристов в этот город — это тысячи обезьян, свободно живущих по всему городу. В Лопбури обезьяны могут свободно бродить и дразнить посетителей, их кормят и поят. Обезьяны охраняются государством, нападать на них или отгонять их запрещено. Обезьян ежедневно снабжают продуктами на средства, выделяемые из городского бюджета, но они часто добывают дополнительное пропитание тем, что крадут пищу у людей.

## Мероприятие
Одной из попыток привлечь туристов в провинцию Лопбури является организация фруктового фуршета для обезьян в конце ноября каждого года. Обезьяньи вечеринки в Таиланде начались в 1989 году и имели целью стимулирование внутреннего туризма, а с 2000-х годов такие фестивали привлекают тысячи туристов каждый год. Ежегодно проводится обезьяний фестиваль, кульминация которого наступает в последнее воскресенье ноября: тысячи обезьян собираются в храме Пра Пранг Сам Йот в провинция Лопбури, где они наедаются до отвала во время фуршета.
Подсчитано, что в ходе мероприятия обезьяны съедают около 4 тонн фруктов, в том числе бананов, яблок, винограда, сахарных яблок, и выпивают много различных напитков, таких как фруктовый сок, лимонады, молоко, минеральная вода. Мармелад также является одним из незаменимых блюд на банкете.
Фуршет начинается в 10 утра. После открытия на столах вокруг храма выставляются фрукты и десерты, напитки и закуски, и тысячи обезьян собираются, чтобы вкусно поесть. Помимо фруктов, в качестве украшения на фестивале используются статуи обезьян. Туристы кормят обезьян, дурачатся и фотографируют их. По мнению многих тайцев, кормление обезьян приносит удачу, из-за чего фестиваль привлекает и местных туристов.

## Фестиваль 2015 года
На праздник для обезьян в 2015 году приготовили 2 тонны еды, в основном, из вишен и дуриана были приготовлены желе и конфитюр. Цена за килограмм этого фрукта составляет около 1900 бат. Были и другие фрукты, овощи и корнеплоды на общую сумму до 11 000 долларов США. Банкетные столы для обезьян располагались в храмах и святилищах в провинции Лопбури.

## Фестиваль и пандемия коронавируса
Хотя ежегодный фестиваль привлекает много туристов, постоянный рост численности макак начинает угрожать жизни города. Если в 2014 году стадо обезьян составляло более двух тысяч, то к 2020 году их количество существенно выросло. Приматы ждут, пока туристы купят пакеты с фруктами, семенами, арахисом и любимыми сладкими напитками. Они нетерпеливы, некоторые из них быстро забираются прямо на людей, чтобы схватить вкусности и убежать. Другие украдкой открывают мешки, свисающие с рук посетителей, угощение падает на землю, тогда их соратники наперебой стараются схватить долю добычи. Часто они вырывают вещи и иногда бросают их, понимая, что они несъедобны, но нередко убегают с ними. Продавцы фруктов защищают свой товар при помощи рогаток, которых боятся животные. Они даже не стреляют, просто делают вид, направляя «оружие» в их сторону.
Стада обезьян вторгаются в дома и предприятия, чтобы воровать товары, хватают всё, от дворников автомобилей до оконных решёток, оставляя за собой груды мусора. Из-за макак, бродящих по окрестностям, в последние годы были вынуждены прекратить работу десятки предприятий, а также музыкальная школа, магазин по продаже золотых изделий, парикмахерские, магазин сотовых телефонов и кинотеатр. Горожане не могут свободно везти товар в открытом грузовике, так как обезьяны тут же совершают набеги в поисках еды. Жители говорят, что становится невыносим запах обезьяньих экскрементов, усиливающийся во время дождя, многие не могут вырастить урожай, поскольку он будет уничтожен.
Хотя длиннохвостые макаки всегда были частью местной жизни, благодаря чему город стал известен на карте мирового туризма, что приносило доход в городскую казну, постоянный рост численности животных стал серьёзной проблемой. Пандемия коронавируса только обострила давнюю проблему. Поскольку Таиланд в настоящее время закрыт для иностранных туристов, обезьяны в главном туристическом центре, привыкшие к ежедневным пирам, теперь вынуждены довольствоваться тем, чем их кормят местные жители и путешественники. Они не понимают, почему пропал источник пропитания, голодают, что приводит к большему количеству столкновений между животными и росту агрессивного поведения. Жители города чувствуют себя некомфортно и неуверенно, потому что иногда животные угрожают или кусают людей, требуя еду. Стало опасно ходить по улицам с продуктами, пока обезьяны голодают.
Региональный директор Департамента национальных парков и дикой природы Таиланда Наронгпорн Дуддуем сообщил что отслеживать рост численности животных специалисты стали только в 2018 году. По состоянию на конец сентября 2020 года в провинции Лопбури насчитывается 9054 длиннохвостых макак, из них 4635 находятся в одноименной столице. Манус Вимуктипан, секретарь Фонда обезьян Лопбури отмечает, что каждая из трёх основных групп обезьян, живущих в городе, а также несколько небольших, яростно защищают свою территорию, и это становится причиной войн между животными. Они пристрастились к человеческой пище и часто ждут у мусорных баков возле магазинов и универмагов, куда люди выбрасывают остатки вкусной еды. Способность к размножению у городских макак повысилось, так как им легче добывать пищу. Если в дикой природе они приносят потомство один раз в год из-за ограниченного количества еды, то городские обезьяны имеют её постоянно, и в результате они могут рожать дважды в год. Пытаясь ограничить численность популяции, власти провинции провели крупнейшую кампанию по стерилизации макак. Ветеринары стерилизовали 1200 обезьян в Лопбури (916 из них в городе), что стало новым рекордом, так как обычно обрабатывались около 400 обезьян в год.